# Lupinus attenuatus
Lupinus attenuatus är en ärtväxtart som beskrevs av George Gardner. Lupinus attenuatus ingår i släktet lupiner, och familjen ärtväxter. Inga underarter finns listade i Catalogue of Life.